# Олександрія (Криворізький район)
Олександрі́я — село в Україні, в Криворізькому районі Дніпропетровської області. Входить до складу Карпівської сільської громади.
До 2017 року орган місцевого самоврядування — Новомалинівська сільська рада. Населення — 410 мешканців.

## Географія
Село Олександрія знаходиться на відстані 2 км від сіл Карпівка та Червоний Плугатар.

## Населення

### Мова
Розподіл населення за рідною мовою за даними перепису 2001 року:
| Мова            | Кількість | Відсоток |
| --------------- | --------- | -------- |
| українська      | 373       | 90.98%   |
| російська       | 25        | 6.10%    |
| гагаузька       | 8         | 1.95%    |
| білоруська      | 1         | 0.24%    |
| румунська       | 1         | 0.24%    |
| інші/не вказали | 2         | 0.49%    |
| Усього          | 410       | 100%     |

## Відомі люди
Тут народився влогер EeOneGuy, на канал якого підписано більше 17,8 мільйонів осіб.

## Інтернет-посилання
- Погода в селі Олександрія

1. ↑  Рідні мови в об'єднаних територіальних громадах України — Український центр суспільних даних